# Лєсковаць (Двор)
Лєсковаць (хорв. Ljeskovac) — населений пункт у Хорватії, у Сисацько-Мославинській жупанії у складі громади Двор.

## Населення
Населення за даними перепису 2011 року становило 57 осіб.
Динаміка чисельності населення поселення:

## Клімат
Середня річна температура становить 10,11 °C, середня максимальна – 23,42 °C, а середня мінімальна – -5,10 °C. Середня річна кількість опадів – 1148 мм.
| Клімат поселення                              | Клімат поселення | Клімат поселення | Клімат поселення | Клімат поселення | Клімат поселення | Клімат поселення | Клімат поселення | Клімат поселення | Клімат поселення | Клімат поселення | Клімат поселення | Клімат поселення | Клімат поселення |
| Показник                                      | Січ.             | Лют.             | Бер.             | Квіт.            | Трав.            | Черв.            | Лип.             | Серп.            | Вер.             | Жовт.            | Лист.            | Груд.            |                  |
| Середній максимум, °C                         | 7,02             | 7,93             | 11,82            | 15,56            | 20,18            | 23,42            | 22,35            | 21,95            | 18,47            | 14,14            | 8,66             | 5,16             |                  |
| Середня температура, °C                       | 0,96             | 1,86             | 5,77             | 9,50             | 14,12            | 17,36            | 19,20            | 18,78            | 15,31            | 10,98            | 5,50             | 2,00             |                  |
| Середній мінімум, °C                          | −5,1             | −4,22            | −0,29            | 3,43             | 8,05             | 11,30            | 16,05            | 15,63            | 12,16            | 7,82             | 2,34             | −1,15            |                  |
| Норма опадів, мм                              | 71               | 72               | 81               | 97               | 99               | 107              | 99               | 98               | 104              | 107              | 118              | 95               |                  |
| Середньомісячна швидкість вітру, м/с          | 1.80             | 1.92             | 2.26             | 2.20             | 2.03             | 1.79             | 1.76             | 1.66             | 1.67             | 1.81             | 1.89             | 1.91             |                  |
| Середньомісячна сонячна радіація, кДж/м²·день | 4433             | 7191             | 10804            | 15141            | 19195            | 21242            | 22554            | 19491            | 14477            | 9257             | 4967             | 3681             |                  |
| --------------------------------------------- | ---------------- | ---------------- | ---------------- | ---------------- | ---------------- | ---------------- | ---------------- | ---------------- | ---------------- | ---------------- | ---------------- | ---------------- | ---------------- |
| Джерело:                                      |                  |                  |                  |                  |                  |                  |                  |                  |                  |                  |                  |                  |                  |